# Божук Богдан Степанович
Божук Богдан Степанович (8 вересня 1982, Київ) — український лікар, громадський діяч і науковець в галузі психічного здоров'я та організації охорони здоров'я, кандидат медичних наук, доцент.
Завідувач кафедри прикладної медицини Університету "КРОК". Паст-президент Rotary e-Club of Ukraine 2023-24, член-кореспондент Міжнародної академії освіти і науки та Національної академії наук вищої освіти України, Член Наукового товариства імені Шевченка, Експерт з психологічної підтримки програми безпеки людини Організації з безпеки і співробітництва в Європі (ОБСЄ), експерт Національного агенства з питань державної служби, експерт Міністерства охорони здоров'я України.
Ініціатор створення та з 2011 року - президент Всеукраїнської громадської організації «Українська асоціація лікарів-психологів». 
Генеральний директор Державного закладу "Спеціалізований (спеціальний) санаторій "Приморський" Міністерства охорони здоров'я України" (2018-2023) 
Виконувач обов'язків генерального директора ДУ "Інститут медицини праці імені Ю.І.Кундієва НАМН України"

## Біографія
Народився в м.Києві. Закінчив Національний медичний університет імені О. О. Богомольця та отримав кваліфікацію лікаря за фахом «медична психологія», у 2011 отримав додаткову вищу освіту в Харківській медичній академії післядипломної освіти за спеціальністю «Менеджмент організацій охорони здоров'я». Також має лікарську спеціальність "Психіатрія", "Психофізіологія", "Організація і управління охороною здоров'я", 
З 2007 року працює лікарем-психологом, має вищу лікарську категорію.
Основні напрями професійної діяльності: психосоматичні розлади і соматопсихічні порушення, розлади, пов'язані зі стресом, тривожні і депресивні розлади, фобії.
З 2011 року по 2018 рік працював в Національному медичного університеті імені О. О. Богомольця, спочатку на посаді викладача, а з 2015 року - на посаді доцента кафедри загальної та медичної психології та заступника декана медико-психологічного факультету (2015-2017) Національного медичного університету імені О. О. Богомольця. З 2018 року доцент кафедри прикладної медицини Навчально-наукового інституту медицини Університету "КРОК" (за сумісництвом), з червня 2023 року - завідувач цієї кафедри та директор Навчально-наукового інституту медицини (по жовтень 2024 року).
З кінця 2018 року по травень 2023 року - генеральний директор (головний лікар) Державного закладу "Спеціалізований (спеціальний) санаторій "Приморський" Міністерства охорони здоров'я України
З жовтня 2024 року виконує обов'язки генерального директора ДУ "Інститут медицини праці імені Ю.І.Кундієва Національної академії медичних наук України"

## Наукова і освітня діяльність
Божук Б.С. є автором понад 50 друкованих наукових робіт, зокрема в закордонних фахових наукових виданнях та виданнях, що цитуються в міжнародній базі Web of Science. За його активної участі була розроблена та доведена наукова теорія позитивного впливу психокорекційної роботи на формування продуктивних копінг-стратегій у пацієнтів соматичного профілю, зокрема хворих на серцево-судинні захворювання та розроблена відповідна психокорекційна програма, яка підтвердила свою ефективність.
Він є співорганізатором та заступником голови організаційних комітетів низки великих міжнародних наукових конференцій, зокрема "Медична психологія: здобутки, розвиток та перспективи", Конгрес з медичної та психологічної реабілітації "Med&Psy Rehab", учасником оргкомітетів Конгресів Світової федерації українських лікарських товариств та Всеукраїнського лікарського товариства, виступав спікером на таких маштабних міжнародних заходах як UMF - Ukrainian medical festival, Психосоматична медицина: наука і практика, Конгрес кардіологів України, Актуальні питання психотерапії та психології, ECNP Seminar in Neuropsychopharmacology та багатьох інших міжнародних конференціях в Україні та зарубіжних країнах.
Божук Б.С. є спіавтором проектів державних стандартів освіти за спеціальністю 225 "Медична психологія", низки освітніх та навчальних програм та науково-методичних посібників з дисциплін системи психічного здоров'я для Національного медичного університету імені О.О.Богомольця та Університету "КРОК". Під його керівництвом студенти займали призові місця на профільних студентських олімпіадах. Неодноразово виступав офіційним опонентом на захистах кандидатських дисертацій з медичної психології.

## Громадська діяльність
- президент Всеукраїнської громадської організації «Українська асоціація лікарів-психологів» (з 2011 року);[20]
- Головний позаштатний спеціаліст за спеціальністю «медична психологія» і «психотерапія» Департаменту охорони здоров'я Київської обласної державної адміністрації (з 2013 року)[21]
- Експерт Міністерства охорони здоров'я України за напрямом «Психічне здоров'я» (з 2017 по 2020 роки)[22]
- член-кореспондент Міжнародної академії освіти і науки ( з 2017 року)
- Член редакційної ради в Міжнародний психіатричний, психотерапевтичний та психоаналітичний журнал (з 2016 року)[23]
- Відповідальний секретар Національної лікарської ради України (з 2015 року)[24]
- Перший заступник голови Київської обласної лікарської ради (з 2018 року)[25]
- Член редакційної колегії спеціалізованого видання ДАК України медичних наук «Український науково-медичний молодіжний журнал» (2009-2018)[26]
- Член Громадських рад при Міністерстві оборони Украіни і Київської обласної державної адміністрації (2015-2017)[27]
- Голова науково-методичної підкомісії з медичної психології Науково-методичної комісії № 12 по охороні здоров'я і соціального забезпечення сектора вищої освіти Науково-методичної ради МОН України (2017-2019)[28]
- Представник України в European Union of Medical Specialists (UEMS) за спеціальністю «клінічна нейрофізіологія» (з 2022 року) [29]
- Учасник групи експертів Міністерства охорони здоров'я України за напрямком "Психіатрична допомога"[30]
- Учасник Галузевої експертної ради з охорони здоров'я Національного агенства з забезпечення якості вищої освіти (з 2023 року) [31]
- Учасник експертно-консультаційної ради Національного агентства України з питань державної служби [32]

Божук Б.С. багаторазово залучався до складу робочих груп зі створення законопроектів та інших нормативно-правових документів при Верховній раді України, Адміністрації президента України, міністерств та відомств, зокрема:
- Співавтор Проекту Закону про попередження інвалідності та систему реабілітації в Україні[33]
- Учасник робочої групи з розроблення Стратегії іноваційного розвитку України[34]
- Учасник робочої групи з підготовки проекту концепції розвитку системи охорони психічного здоров'я в Україні на період до 2030 року[35]
- Учасник робочої групи МОН України з питань підготовки пропозицій щодо підтримки молодих учених[36]
- Учасник групи експертів та фахівців, що залучаються до роботи Постійної робочої групи МОЗ України з питань профільного супроводу закупівель за напрямом «Лікарські засоби для дітей, хворих на розлади психіки та поведінки із спектра аутизму, з шизофренією, афективними розладами, гіперкінетичними розладами»[37]
- Співавтор Великої української енциклопедії[38]
- Член робочої групи з напрацювання Порядку організації психологічної реабілітації та психосоціального супроводу Міністерства соціальної політики України за сприяння ОБСЄ[39]
- Учасник групи при Адміністрації президента з розробки проекту Закону України "Про систему реабілітації в Україні"[40]
- Учасник заходів, щодо вирішення проблеми психосоціальної підтримки та  психологічного супроводу ветеранів війни та цивільних, які постраждали через збройний конфлікт (БО "Серце воїна"  за підтримки Агентства США з міжнародного розвитку (USAID))[41]
- Учасник розробки проекту Національного центру психологічної реабілітації населення[42]
- Член-кореспондент Національної академії наук вищої освіти України (обраний 2023 року по відділенню охорони психічного здоров'я).
- Координатор проекту PsyCare, що розпочався в 2023 році за підтримки Українсько-швейцарського проекту "Психічне здоров'я для України"

## Експертна діяльність
Експерт з питань медико-психологічної допомоги та психічного здоров'я. Член групи експертів Міністерства охорони здоров'я України за напрямком "Психічне здоров'я"(2017-2020), співавтор Концепції розвитку охорони психічного здоров'я в Україні на період до 2030 року. Учасник групи експертів Міністерства охорони здоров'я України за напрямком "Психіатрична допомога". Учасник Галузевої експертної ради з охорони здоров'я Національного агенства з забезпечення якості вищої освіти Учасник експертно-консультаційної ради Національного агентства України з питань державної служби 

## Досягнення
За його безпосередньої ініціативи та/або активної участі були започатковані та проведені такі проекти як:
- надання безкоштовної медико-психологічної допомоги усім людям, хто її потребував (УАЛіП 2014-2017 рр.);[45]
- Психосоціальна допомога вимушено переселеним особам і населенню, постраждалому від військового конфлікту в Україні - "Let's talk - Давай поговоримо" (Rotary Int., з 2015 року);[46]
- Курс практично-орієнтованих лекцій та тренінгових занять з Першої психологічної допомоги в психотравмуючих ситуаціях, в тому числі для мобілізованих лікарів та волонтерів (УАЛіП 2014-2018 рр.);[47]
- Щорічна Міжнародна науково-практична конференця «Медична психологія: здобутки, розвиток та перспективи» (УАЛіП 2012-2015 рр.);[48]
- Щорічний навчально-виховний проект: Літньо-осіння психологічна школа «Вступ до спеціальності лікаря-психолога» (НМУ, УАЛіП 2012-2017 рр.);[49]
- Інформаційно-освітній проект «Mental Core» (УАЛіП з 2013 року);
- Міжнародний конгрес з медичної та психологічної реабілітації "Med&Psy Rehab" (Київський клуб, УАЛіП 2017 рік);[50]
- просвітницька робота, виступи з роз'ясненнями, щодо питань з охорони психічного здоров'я в засобах масової інформації та розповсюдження порад на власному сайті та в соціальних мережах,  юридична і організаційно-методична підтримка лікарів-психологів (УАЛіП постійно з 2011 року);[51][52][53][54][55][56][57][58][59][60]
- партнер проекту «Здійсни мрію» (1+1, УАЛіП з 2018 року)[61]

## Родина
Батько - Божук Степан Михайлович та мати - Божук Галина Іванівна, пенсіонери.
Донька - Божук Марія Богданівна, 2012 рік народження.
Особисте життя:Одружився в 2009 році з Божук (на той час Шморгун)  Оленою Анатоліївною. Розлучилися в 2021 році.
Зараз по джерелам зустрічається з дівчиною, але точне ім'я невідоме.

--Ukraine Kitty (обговорення) 15:07, 21 січня 2024 (UTC)